# Vlieland (Pijnacker-Nootdorp)
Vlieland is een buurtschap in de gemeente Pijnacker-Nootdorp in de Nederlandse provincie Zuid-Holland.
Vlieland ligt bij het dorp Pijnacker en valt formeel onder die plaats. De buurtschap Vlieland wordt om onderscheid te maken met het waddeneiland Vlieland ook wel als koosnaam Vlieland-Nootdorp of Klein-Vlieland genoemd. De naam Vlieland werd al genoemd in de overlijdensakte van Elizabeth Sonneveld, die er in 1819 overleed. De naam komt niet van het waddeneiland maar komt waarschijnlijk van het samenvoegen van Vliet en land, waarbij de t is verdwenen. Klein Vlieland is ook een van de straten van Vlieland in de gemeente Pijnacker-Nootdorp. Voordien was het een deel van de Vlielandseweg en letterlijk een eilandje (2 ha; van alle kanten een sloot; later is een van de sloten gedempt). Toen dit eilandje werd bebouwd, in eerste instantie met vijf, later zes bungalows, werd de bewonersvereniging 'Bänglahof' opgericht. 'Bängla' is het Indiase woord voor 'Bungalow'. In 1959 hebben de bewoners de gemeente verzocht om de straatnaam 'Bänglahof' aan dit deel van de Vlielandseweg te geven. Dit paste echter niet in de beelden van de gemeente. In eerste instantie werd als alternatief de naam 'Spoorzicht' voorgesteld. Dit stuitte vervolgens op bezwaren van de bewoners. Uiteindelijk werd begin 1961 door de gemeenteraad ingestemd met de naam 'Klein Vlieland'.
Het straatje naast Klein Vlieland gelegen, volgens de bewoners 'Achillesstraatje' geheten, heeft overigens nog steeds 'Vlielandseweg' als naam.
Dorpen: Delfgauw · Nootdorp · Pijnacker

Buurtschappen: Gooland · Kalisbuurt · Katwijkerlaan · Klein-Delfgauw  · Noukoop · Oude Leede · Vlieland

Zuid-Holland: Steden en dorpen      Nederland: Provincies · Gemeenten